# 241
241（二百四十一、にひゃくよんじゅういち）は自然数、また整数において、240の次で242の前の数である。

## 性質
- 241は53番目の素数である。1つ前は239、次は251。
  - 約数の和は242。
    - 約数の和が回文数になる20番目の数である。1つ前は221、次は244。(オンライン整数列大辞典の数列 A028980)
- 239 との組 (239, 241) は17番目の双子素数である。1つ前は (227, 229)、次は (269, 271)。
- 16番目のスーパー素数である。1つ前は211、次は277。
- 24…41 の形の最小の素数である。次は2441。(オンライン整数列大辞典の数列 A101957)
- 末尾の2桁が41の2番目の素数である。1つ前は41、次は541。(オンライン整数列大辞典の数列 A167443)
- 241 + 142 = 383
  - 241を逆順に並べた142を加えると383と素数になる。素数において逆順に並べた数を加えても素数になる3番目の数である。1つ前は239、次は257。(オンライン整数列大辞典の数列 A061783)
- 241 = 35 − 2
  - 3n − 2 の形の3番目の素数である。1つ前は79、次は727。(オンライン整数列大辞典の数列 A014232)
- 241 = 150 + 151 + 152
  - a = 15 のときの a0 + a1 + a2 の値とみたとき1つ前は211、次は273。
    - a0 + a1 + a2 で表せる9番目の素数である。1つ前は211、次は307。

  - 15の累乗和とみたとき1つ前は16、次は3616。(オンライン整数列大辞典の数列 A135518)
    - 241 = 153 − 1/15 − 1 = 163 + 1/16 + 1
- 241 = 28 − 24 + 20
  - n = 2 のときの n8 − n4 + 1 の値とみたとき1つ前は1、次は6481。(オンライン整数列大辞典の数列 A060893)
  - 241 = 44 − 42 + 40
    - n = 4 のときの n4 − n2 + 1 の値とみたとき1つ前は73、次は601。(オンライン整数列大辞典の数列 A060886)
    - 241 = 46 + 1/42 +1
- 1/241 = 0.0041493775933609958506224066390041... (下線部は循環節で長さは30)
  - 逆数が循環小数になる数で循環節が30になる3番目の数である。1つ前は217、次は287。
- 各位の和が7になる20番目の数である。1つ前は232、次は250。
  - 各位の和が7になる数で素数になる6番目の数である。1つ前は223、次は313。(オンライン整数列大辞典の数列 A062337)
- 各位の積が8になる12番目の数である。1つ前は222、次は412。(オンライン整数列大辞典の数列 A199989)
  - 各位の積が8になる数で2番目の素数である。1つ前は181、次は421。(オンライン整数列大辞典の数列 A107694)
- 241 = 15 × 24 + 1 より22番目のプロス数である。1つ前は225、次は257。
  - 9番目のプロス素数である。1つ前は193、次は257。
- 二進数における独自周期素数（英語版）である。1つ前は151、次は257。(オンライン整数列大辞典の数列 A144755)
- 241 = 42 + 152
  - 異なる2つの平方数の和で表せる73番目の数である。1つ前は234、次は244。(オンライン整数列大辞典の数列 A004431)
- 241 = 32 + 62 + 142 = 42 + 92 + 122 = 62 + 62 + 132
  - 3つの平方数の和3通りで表せる30番目の数である。1つ前は237、次は242。(オンライン整数列大辞典の数列 A025323)
  - 241 = 32 + 62 + 142 = 42 + 92 + 122
    - 異なる3つの平方数の和2通りで表せる40番目の数である。1つ前は238、次は242。(オンライン整数列大辞典の数列 A025340)
- 241 = 52 + 63
  - n = 5 のときの n2 + (n + 1)3 の値とみたとき1つ前は141、次は379。(オンライン整数列大辞典の数列 A168297)
- 241 = 2 × 112 − 1
  - x = 11 のときの チェビシェフ多項式T2(x) = 2x2 − 1 の値とみたとき1つ前は199、次は287。(オンライン整数列大辞典の数列 A056220)

## その他 241 に関連すること
- 西暦241年
- 放射性同位体のアメリシウム241は煙探知機に使われる。
- 第241代ローマ教皇はアレクサンデル8世（在位：1689年10月6日～1691年2月1日）である。